# Episodi de L'attacco dei pomodori impazziti (seconda stagione)
La seconda e ultima stagione della serie televisiva L'attacco dei pomodori impazziti, composta da otto episodi, è stata trasmessa per la prima volta negli Stati Uniti sul canale Fox Kids dal 7 settembre al 23 novembre 1991. In Italia è stata trasmessa su Fox Kids dal 2000.
| nº | Titolo originale        | Titolo italiano | Trasmissione originale | Trasmissione italiana |
| -- | ----------------------- | --------------- | ---------------------- | --------------------- |
| 1  | The Ripening Disaster   |                 | 7 settembre 1991       | 2000                  |
| 2  | A Rotten Reversal       |                 | 14 settembre 1991      | 2000                  |
| 3  | Phantomato of the Opera |                 | 21 settembre 1991      | 2000                  |
| 4  | Stemming the Tide       |                 | 5 ottobre 1991         | 2000                  |
| 5  | The Tomato Worms Turn   |                 | 19 ottobre 1991        | 2000                  |
| 6  | Ultra-tomato III        |                 | 2 novembre 1991        | 2000                  |
| 7  | Tomatotransformation    |                 | 9 novembre 1991        | 2000                  |
| 8  | The Great Tomato Wars   |                 | 23 novembre 1991       | 2000                  |